# Ferdinand Radovan
Ferdinand Radovan (Rijeka, 26. siječnja 1938. – Ljubljana, 1. veljače 2009.), hrvatski operni pjevač.
Debitirao je 1964. u Beogradu kao Germont u Traviati. Od 1965. do 1967. bio je član Ljubljanske opere, odakle je otišao u Graz, gdje se oblikovao u cjelovitu glazbeno-scensku osobnost. 
Svojim tamno obojenim i posebno izražajnim glasom, sposobnim izraziti čitav spektar boja i nijansi, urođenom muzikalnošću, naglašenim smislom za pjevačku i scensku interpretaciju i velikim osjećajem za belkantističku frazu izgradio se u rasna verdijanskog baritona. Hrvatski je pjevač s najviše otpjevanih Verdijevih uloga — 12. Njegov Simon Boccanegra na Splitskom ljetu, Renato, Luna, Posa u Don Carlosu, Don Carlos u Moći sudbine, Jago, Amonasro, Rigoletto, Germont, Nabucco, Falstaff i Macbeth velika su postignuća. Bio je jednako uspješan kao tumač dramskih likova Scarpije, Gerarda u Andréu Chenieru i Barnabe u Giocondi, kojega je, uz Lunu, pjevao i u Metropolitanu, kao i onih s primjesom komike kao što je Figaro u Figarovu piru i Seviljskom brijaču. Isticao se i kao Nikola Šubić Zrinski. Zanimljivo je da je karijeru počeo u inozemstvu, a angažirani prvak Zagrebačke opere bio je od 1982. do 1992. godine.